# Zersenay Tadese
Zersenay Tadese Habtesilase (Adi Bana, 8 februari 1982) is een Eritrese langeafstandsloper, die zich eerst heeft toegelegd op de langere afstanden op de baan en vanaf 2016 op de weg. Zijn naam werd lange tijd verkeerd gespeld als Tadesse, terwijl het in feite Tadese is. Hij heeft een zestal wereldtitels op zijn naam staan, vijfmaal op de weg en eenmaal bij het veldlopen. Hij nam viermaal deel aan de Olympische Spelen.

## Biografie

### Eerste Eritreër met olympisch eremetaal
Tadese was de eerste Eritreër in de sportgeschiedenis die ooit een olympische medaille behaalde. Hij won de bronzen plak op de 10.000 m tijdens de Olympische Spelen van Athene in 2004, achter de Ethiopiërs Kenenisa Bekele (goud) en Sileshi Sihine (zilver). Deze prestatie is des te opmerkelijker, omdat Zersenay Tadese ten tijde van die Olympische Spelen pas anderhalf jaar actief was in de atletieksport. Bovendien kwam hij in Athene ook uit op de 5000 m. Hier viel hij weliswaar niet in de prijzen, maar zijn zevende plaats in 13.24,31 was zonder meer verdienstelijk.

### Sneller dan het wereldrecord
In september 2005 won Tadese de Great North Run in Newcastle, een halve marathon, in 59.05. Deze tijd lag 11 seconden onder het wereldrecord dat de Keniaan Samuel Wanjiru juist een week eerder had gevestigd tijdens de halve marathon in Rotterdam. Het record van Tadese werd echter nooit erkend, omdat het hier een point-to-point race betrof. Het is wel de snelste tijd tot nu toe op de Great North Run.
In april 2006 finishte hij als vierde op het WK veldlopen (lange afstand) in het Japanse Fukuoka. Bovendien veroverde het landenteam van Eritrea in het teamklassement mede door Tadese’s prestatie een zilveren medaille. Op 10 september 2006 won hij de Fortis halve marathon van Rotterdam in exact dezelfde tijd als een jaar eerder Samuel Wanjiru, 59.16, toen een wereldrecord. En in oktober 2006 won hij goud tijdens het WK op de weg 20 km in het Hongaarse Debrecen.
Op 31 december 2006 liep Tadese tijdens de San Silvestre Vallence race in Madrid, een wegwedstrijd over 10 km, een tijd die beneden het bestaande wereldrecord lag. Na een fel gevecht met de Keniaan Eliud Kipchoge finishte hij in 26.54, waarmee het record van Haile Gebrselassie van 27.02 zou zijn gebroken. Winnen deed hij echter niet. Kipchoge en hij kregen wel dezelfde tijd toegewezen, maar eerstgenoemde werd tot winnaar van de race uitgeroepen. Overigens kon de door beiden gerealiseerde tijd niet als wereldrecord worden erkend, omdat het hier opnieuw een point-to-point race betrof, waarbij het verval over de eerste acht kilometer met 55 meter ook nog eens vijfmaal het toegestane maximum betrof.

### Twee wereldtitels in één jaar
Misschien wel zijn grootste prestatie tot nu toe leverde Zersenay Tadese op 24 maart 2007 op het WK veldlopen in de Keniaanse havenstad Mombassa. Na een hevig gevecht met vijfvoudig wereldkampioen Kenenisa Bekele trok Tadese aan het langste eind, waarbij de Ethiopiër zelfs moest opgeven! Zersenay Tadese finishte de 12.000 m in 35.50, met een voorsprong van 23 seconden op de Keniaan Moses Mosop en 47 seconden op diens landgenoot Bernard Kipyego.

Op 21 juli 2007 won Zersenay Tadese de 10.000 m op de Afrikaanse Spelen in Algiers. Een maand later was hij present op de wereldkampioenschappen in Osaka, waar hij op de 10.000 m voor verreweg het grootste deel van de race het tempo bepaalde. Kenenisa Bekele, op wraak belust na diens nederlaag eerder dat jaar in Mombassa, Sileshi Sihine en Martin Mathathi kon hij echter niet van zich afschudden en dit drietal ging hem in de laatste drie ronden dan ook voorbij, de eerloze vierde plaats aan Tadese overlatend.
Voor de Eritreër was het seizoen echter nog niet voorbij. Op 23 september 2007 won hij de Dam tot Damloop in 45 minuten en 51 seconden. Tadese kwam solo over de finish met een voorsprong van een halve minuut op de Keniaan Bernard Kipyego en een minuut op diens landgenoot James Rotich. En op 14 oktober 2007 won hij opnieuw goud tijdens het WK op de weg (halve marathon) in het Italiaanse Udine.
Met twee wereldtitels en verschillende belangrijke overwinningen rijker kon Zersenay Tadese al met al terugzien op een geslaagd 2007, al had hij liever ook nog een WK-medaille aan zijn verzameling toegevoegd.

### Kampioen van de weg
In 2008 bevestigde Zersenay Tadese zijn opgebouwde reputatie als kampioen van de weg. Bij de WK veldlopen in Edinburgh in maart wiste Kenenisa Bekele de schande van Mombassa uit door voor de zesde maal wereldkampioen te worden. De Eritreër kwam ditmaal niet verder dan een derde plaats. En twee maanden later werd Tadese in Londen, op de allereerste Bupa London 10000, een wegwedstrijd over 10 km, geklopt door de Keniaan Micah Kogo, die in 28.08 finishte, terwijl Tadese op 28.15 uitkwam. Op de Olympische Spelen in Peking was er op de 10.000 m, net als een jaar eerder in Osaka, opnieuw geen eremetaal voor hem weggelegd. De overmacht aan Ethiopiërs en Kenianen was gewoon te groot, waardoor Zarsenay Tadese genoegen moest nemen met een vijfde plaats in 27.05,11. Weer ging de titel naar zijn grote rivaal Kenenisa Bekele.
Op 12 oktober 2008 was hij op het WK op de weg in Rio de Janeiro echter ongrijpbaar. Reeds 5 kilometer na de start van de halve marathon ging Tadese ervandoor om ten slotte met bijna 2 minuten voorsprong binnen het uur te finishen in 59.56. De Eritreër deed hiermee precies hetzelfde als Lornah Kiplagat bij de vrouwen: voor de derde maal op rij de wereldtitel op de weg veroveren.

### Zilver en twee wereldrecords
Eind maart 2009 is Tadese opnieuw present bij het WK veldlopen. Decor is de hoofdstad van Jordanië, Amman. Aangezien Kenenisa Bekele vanwege een blessure afwezig is, is de strijd open en door zijn verrichtingen op eerdere WK's is de Eritreër bij de 37-ste editie ervan een van de kanshebbers. In het gortdroge Amman blijven de koplopers echter gedurende vrijwel de gehele wedstrijd dicht bij elkaar en dus komt het na 12 km op een eindsprint aan. Daarin is Tadese niet op z'n sterkst en de overwinning gaat dan ook naar de Ethiopiër Gebre-egziabher Gebremariam, die met 35.02 zijn rivalen Moses Ndiema Kipsiro en Zersenay Tadese in die volgorde twee seconden te snel af is.
De maand erna gaat hij in de marathon van Londen van start voor zijn eerste marathon, maar die loopt hij niet uit. Het moordende tempo van olympisch kampioen Samuel Wanjiru, die de wedstrijd uiteindelijk zal winnen in een parcoursrecord van 2:05.10, breekt hem op en na 35 km stapt hij uit de race. Beter doet hij het aan het eind van die zomer tijdens de WK in Berlijn. Op de 10.000 m bepaalt hij lange tijd het tempo, maar tegen de eindsprint van eeuwige rivaal Kenenisa Bekele in de laatste ronde kan hij, net als bij voorgaande gelegenheden, niet op. Alleen weet hij dit keer alle andere concurrenten achter zich te houden en snelt hij 30 meter achter winnaar Bekele (goud in 26.45,11, een kampioenschapsrecord) naar de zilveren medaille in 26.50,12. De Keniaan Moses Masai wordt op geruime afstand derde in 26.57,39.
In maart 2010 verbetert Tadese onder ideale weersomstandigheden tijdens de halve marathon van Lissabon het wereldrecord van Samuel Wanjiru, dat deze in 2007 bij de City-Pier-City Loop in Den Haag inmiddels op 58.33 had gesteld. De Eritreër is in de Portugese hoofdstad tien seconden sneller en finisht in 58.23. Op de 20 km laat Tadese een tussentijd noteren van 55.21 en ook dit is een wereldrecord.
Op de Olympische Zomerspelen 2016 in Rio de Janerio werd hij 8e op de 10.000 in 27.23,86.

## Titels
- Wereldkampioen 20 km - 2006
- Wereldkampioen halve marathon - 2007, 2008, 2009, 2012
- Wereldkampioen veldlopen (lange afstand) - 2007
- Afrikaans kampioen 10.000 m - 2007
- Oost-Afrikaans kampioen halve marathon - 2003
- Europese Club Cross Country Cup - 2004, 2005, 2006

## Persoonlijke records
Baan
| Onderdeel   | Prestatie     | Datum            | Plaats  |
| ----------- | ------------- | ---------------- | ------- |
| 3000 m      | 7.39,93       | 13 mei 2005      | Doha    |
| 2 Eng. mijl | 8.19,34       | 10 juni 2007     | Eugene  |
| 5000 m      | 12.59,27 (NR) | 14 juli 2006     | Rome    |
| 10.000 m    | 26.37,25 (NR) | 25 augustus 2006 | Brussel |

Weg
| Onderdeel      | Prestatie         | Datum             | Plaats     |
| -------------- | ----------------- | ----------------- | ---------- |
| 10 km          | 27.24 (NR)        | 20 mei 2007       | Manchester |
| 15 km          | 41.33 (NR)        | 21 maart 2010     | Lissabon   |
| 20 km          | 55.21 (ex-WR; NR) | 21 maart 2010     | Lissabon   |
| halve marathon | 58.23 (ex-WR; NR) | 21 maart 2010     | Lissabon   |
| 30 km          | 1:29.06           | 25 april 2010     | Londen     |
| marathon       | 2:08.46           | 16 september 2018 | Berlijn    |

## Palmares

### 5000 m
- 2003: 8e WK - 13.05,57
- 2004: 7e OS - 13.24,31
- 2005: 14e WK - 13.40,27

### 10.000 m
Kampioenschappen
- 2002: 6e Afrikaanse Spelen - 28.47,29
- 2004:  OS - 27.22,57
- 2005: 6e WK - 27.12,82
- 2007: 4e WK - 27.21,37
- 2007:  Afrikaanse Spelen - 27.00,30
- 2008: 5e OS - 27.05,11
- 2009:  WK - 26.50,12
- 2011: 4e WK - 27.22,57
- 2012: 6e OS - 27.33,51
- 2016: 8e OS - 27.23,86

Golden League-podiumplekken
- 2006:  Memorial Van Damme – 26.37,25

### 10 km
- 2006:  Great Manchester Run - 27.36
- 2006:  San Silvestre Vallence race - 26.54
- 2008:  Bupa London 10000 - 28.15

### 15 km
- 2014: 7e Zevenheuvelenloop - 43.09,6

### 10 Eng. mijl
- 2004:  Grand Prix von Bern - 46.04,9
- 2007:  Dam tot Damloop - 45.52

### 20 km
- 2006:  WK in Debrecen - 56.01

### halve marathon
- 2002: 21e WK in Brussel - 1:03.05
- 2003: 7e WK in Vilamoura - 1:01.26
- 2005:  Great North Run - 59.05
- 2006:  Fortis Halve Marathon - 59.16
- 2007:  WK in Udine - 58.59
- 2008:  WK in Rio de Janeiro - 59.56
- 2009:  WK in Birmingham - 59.35
- 2010:  halve marathon van Lissabon - 58.23
- 2010:  WK in Nanking - 1:00.11
- 2011:  halve marathon van Lissabon - 58.30
- 2011:  halve marathon van Porto - 59.30
- 2012:  halve marathon van Lissabon - 59.34
- 2012:  WK in Kavarna - 1:00.19
- 2013:  halve marathon van Praag- 1:00.10
- 2015:  halve marathon van New Delhi - 59.24
- 2018: 6e halve marathon van Lissabon - 1:00.29
- 2018: 4e halve marathon van Marugame - 1:01.43
- 2018: 11e halve marathon Santander Totta - 1:02.55

### marathon
- 2010: 7e marathon van Londen - 2:12.03
- 2012: 13e marathon van Londen - 2:10.41
- 2017: 8e marathon van Chicago - 2:12.19
- 2018: 5e marathon van Berlijn - 2:08.46
- 2019: 6e WK in Doha - 2:11.29

### veldlopen
- 2002: 30e WK - 36.37
- 2003: 9e WK - 37.10
- 2004: 6e WK - 36.37
- 2005:  WK - 35.20
- 2006: 4e WK - 35.47
- 2007:  WK - 35.50
- 2008:  WK - 34.43
- 2009:  WK - 35.04

2000 Paul Tergat ·
2001 Haile Gebrselassie ·
2002 Paul Malakwen Kosgei ·
2003 Martin Lel ·
2004 Paul Kirui ·
2005 Fabiano Joseph Naasi ·
2006 Zersenay Tadese ·
2007 Zersenay Tadese ·
2008 Zersenay Tadese ·
2009 Zersenay Tadese · 
2010 Wilson Kiprop ·
2012 Zersenay Tadese ·
2014 Geoffrey Kamworor ·
2016 Geoffrey Kamworor ·
2018 Geoffrey Kamworor